# RTAI
RTAI (Real-Time Application Interface) はLinuxカーネルのリアルタイム拡張であり、Linux上で厳密な時間制限に対応できるアプリケーションを開発できる。Linux自体と同様、RTAIもコミュニティの成果である。
RTAIは以下のようなアーキテクチャをサポートしている。
- x86 （FPUとTSCの有無に対応）
- x64
- PowerPC
- ARM （StrongARM; ARM7: clps711x-ファミリ、Cirrus Logic EP7xxx、CS89712、PXA25x）
- MIPS

RTAIは、POSIX互換タスク、ネイティブRTAIリアルタイムタスク、割り込みへの応答時間を一定時間にする。
RTAIは主に以下の2つの部分から成る。
- AdeosベースのLinuxカーネル用パッチ。HALを導入する。
- リアルタイム・プログラミングに役立つ各種サービス群。

RTAIのバージョン3.0以降ではAdeosのカーネルパッチを使い（x86では若干修正されている）、抽象化を加え、パッチされたOSへの従属度を低減させている。AdeosはInterrupt Pipelineを構成するカーネルパッチであり、異なるOSドメインが割り込みハンドラを登録できるようになる。それにより、Linuxの他の処理はそのままで、割り込みをRTAIが奪う。Adeosを使うことで、RTAIはRTLinuxとの特許問題も回避している。